# Monastère de Sićevo
Pour les articles homonymes, voir Sićevo.
Le monastère de Sićevo (en serbe cyrillique : Манастир Сићево ; en serbe latin : Manastir Sićevo) est un monastère orthodoxe serbe situé à Sićevo, dans la municipalité de Niška Banja, sur le territoire de la ville de Niš et dans le district de Nišava, en Serbie. Il est inscrit sur la liste des monuments culturels de grande importance de la république de Serbie (identifiant no SK 230),,,.

## Localisation
Le monastère, dédié à la Présentation de la Mère de Dieu au Temple, se trouve dans la gorge de Sićevo, sur la rive gauche de la rivière Nišava,.

## Historique
La date de fondation du monastère n'est pas connue avec exactitude. Selon la tradition, il aurait été créé grâce aux frères Mrnavčević, à l'époque du roi Stefan Milutin. Ce premier monastère a été détruit au moment des conquêtes turques, très probablement à la fin du XIVe siècle ; il se trouvait alors sur la rive gauche de la Nišava. Il a été reconstruit sur la rive droite de la rivière, dans un site plus difficile d'accès et couvert de forêts ; malgré tout, il a connu des destructions ultérieures.
Une inscription au-dessus du portail indique que l'église actuelle a été construite en 1647, à l'époque du patriarche Pajsije Ier. Après une longue période d'abandon, elle a été restaurée en 1875. Avec le départ définitif des Ottomans en 1878 et l'ouverture de la ligne de chemin de fer Niš-Sofia en 1889, le monastère a connu un regain d'activité. Un nouveau konak y a été construit en 1880, complété par un clocher en bois et une fontaine.

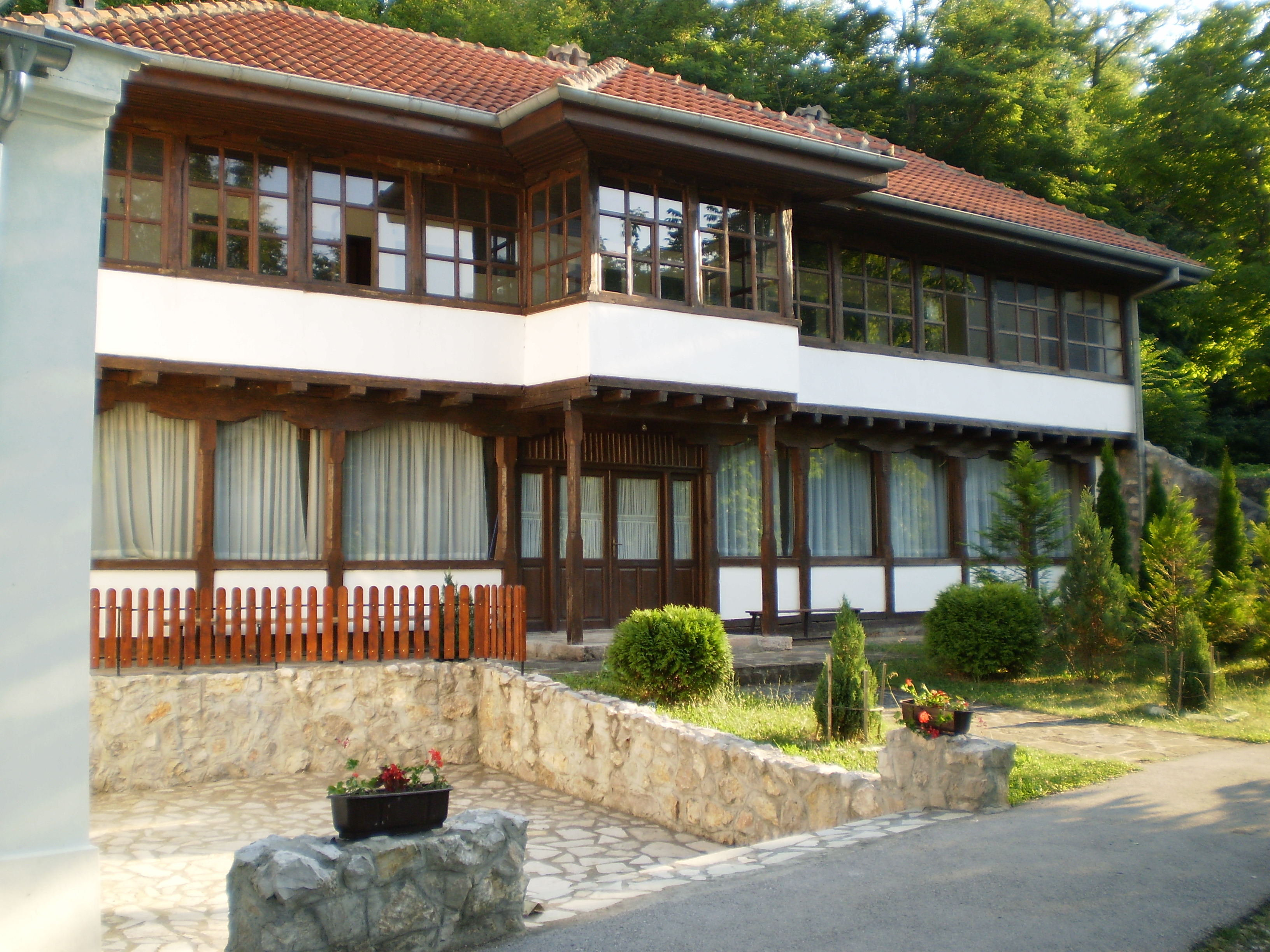
Le konak du monastère.

Pendant la Première Guerre mondiale, le monastère a été gravement endommagé par les Bulgares ; après la guerre, les travaux de reconstruction ont duré jusqu'en 1921. Le 13 septembre 1932, le roi de Yougoslavie Alexandre Ier a visité le monastère. Un nouveau clocher, qui existe encore aujourd'hui, a été érigé en 1938.

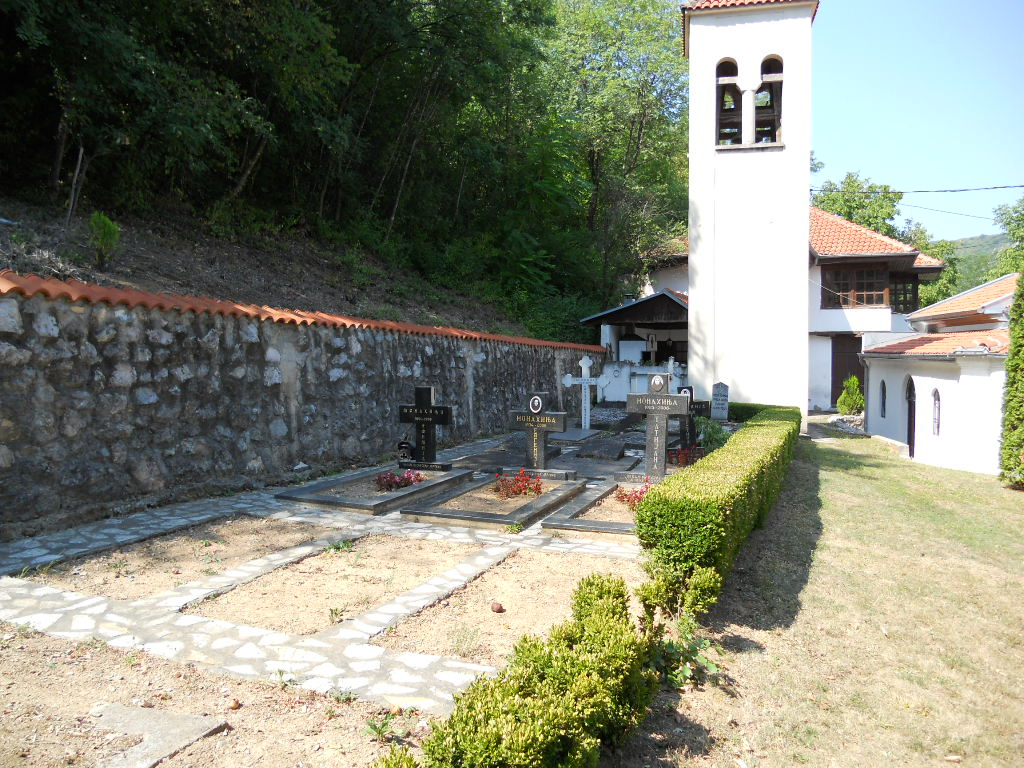
Le cimetière du monastère et le campanile de l'église.

## Architecture et décoration
L'église, de dimension modeste, est constituée d'un nef unique prolongée par une abside demi-circulaire et précédée par un narthex autrefois ouvert. La nef est dotée d'une voûte en berceau qui repose sur des arcs formerets appuyés sur des pilastres,. L'édifice est construit en pierres grossièrement taillées.
Les fresques ont été peintes en 1643-1644, ce qui semble indiquer que la date de construction de 1647 figurant à l'entrée marque la fin des travaux sur le gros œuvre ; par la qualité de leur dessin et la luminosité de leurs couleurs, elles sont classées parmi les plus belles réalisations de cette époque. En 1921, le peintre russe Vasilije Rudanovski a inventorié les fresques et a réalisé la nouvelle iconostase de l'église, l'ancienne ayant été pillée et partiellement brûlée pendant la Première guerre mondiale,.

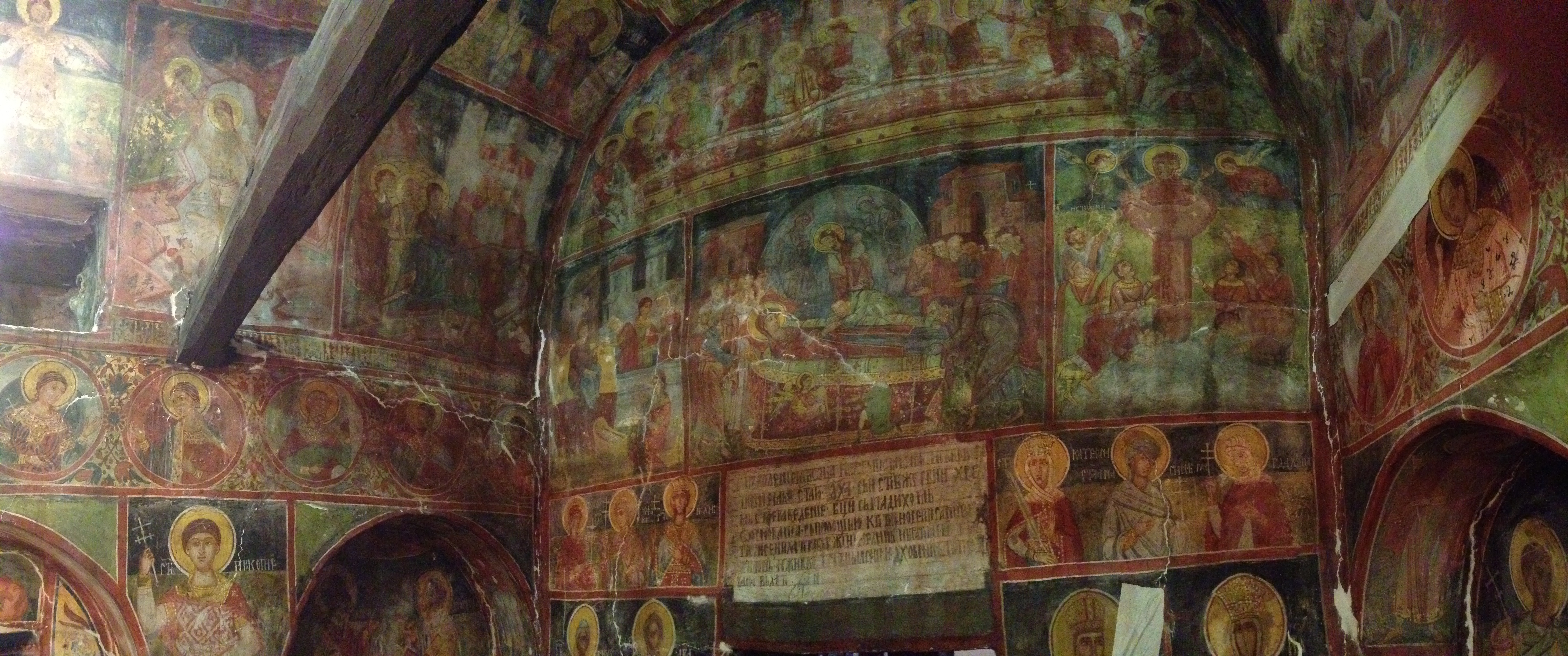
Fresques avec les Douze Grandes Fêtes, la Passion du Christ et des scènes de la Vie de la Mère de Dieu

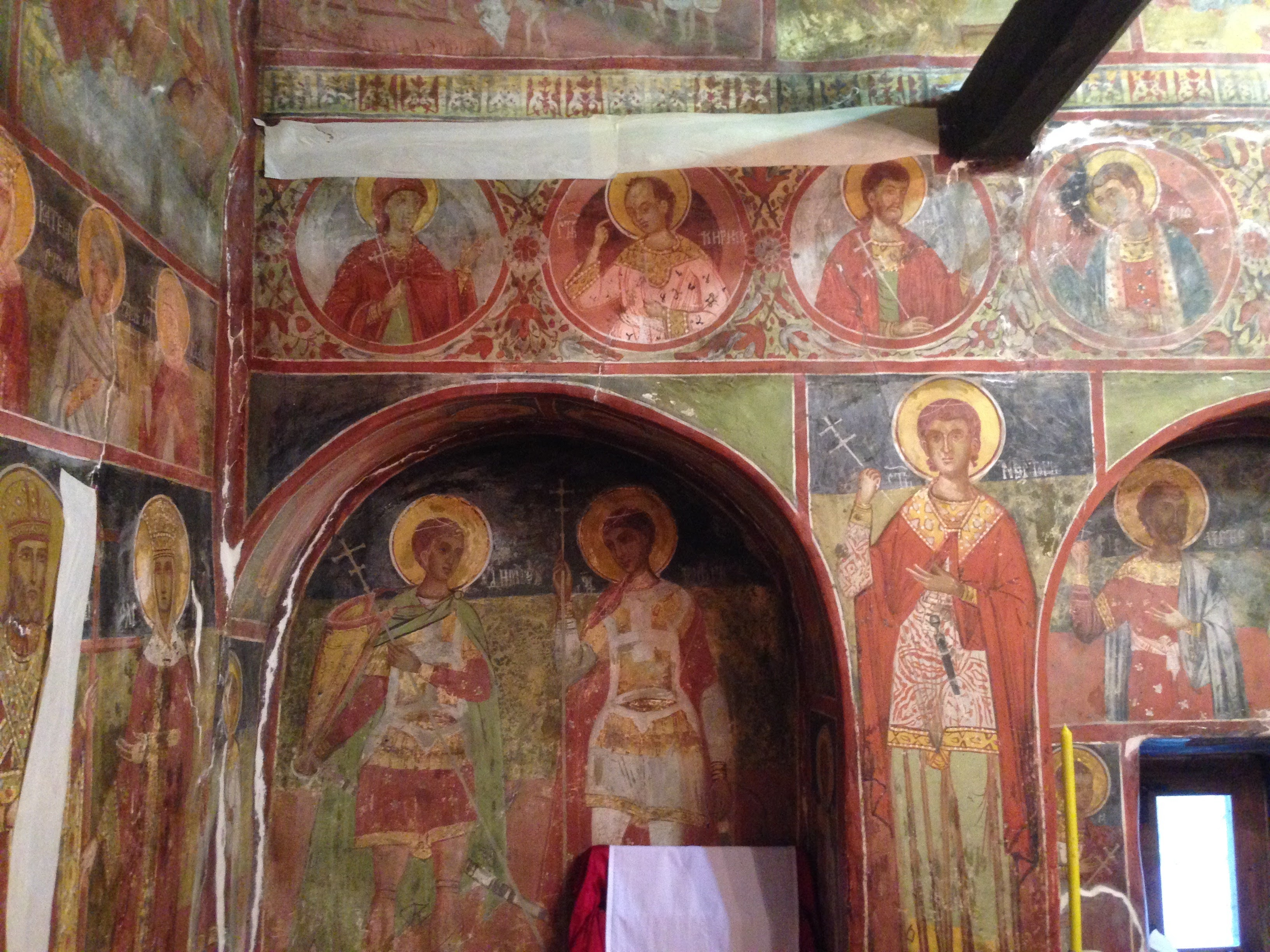
Autre fresque.
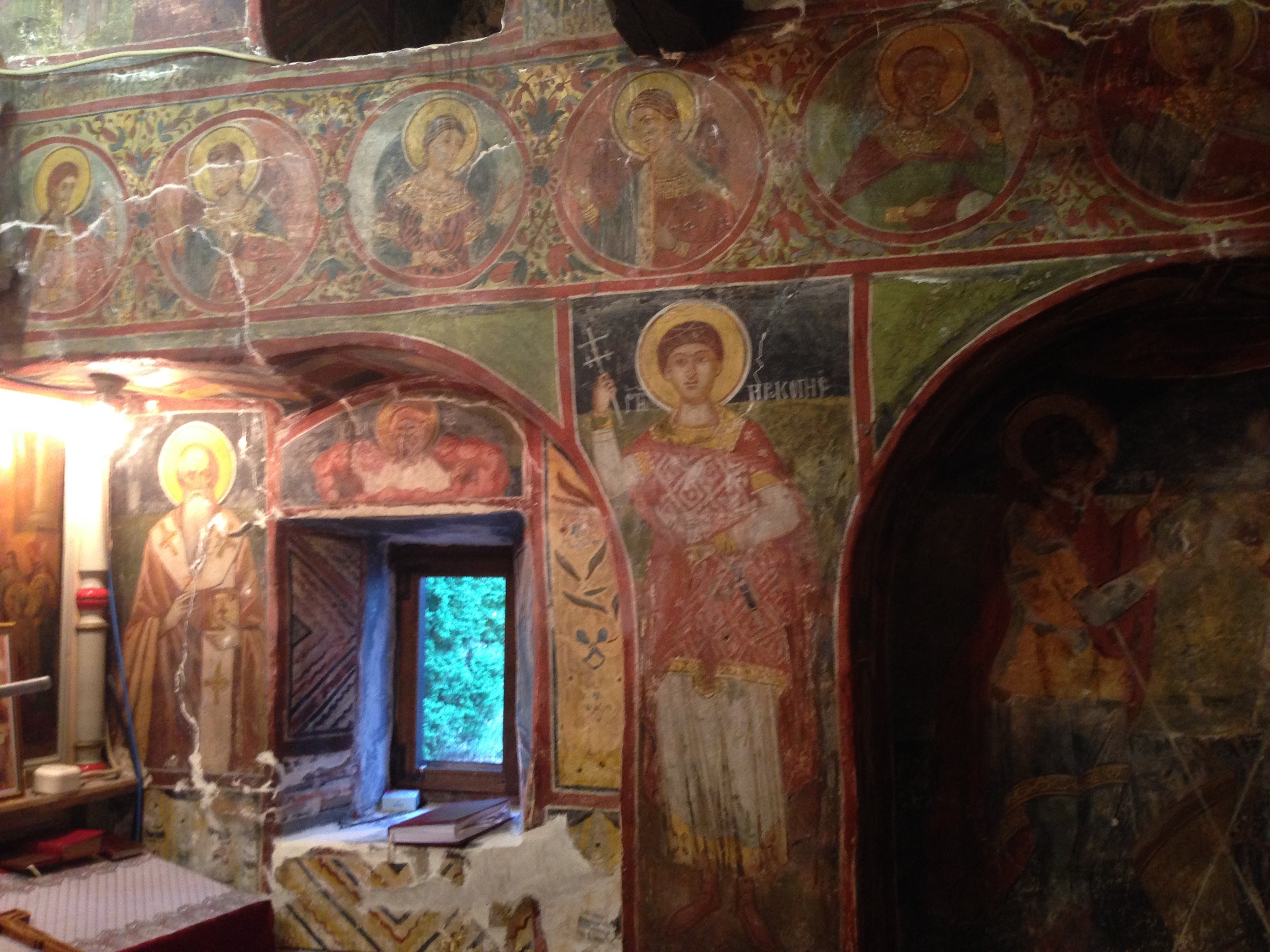
Autre détail de fresque.
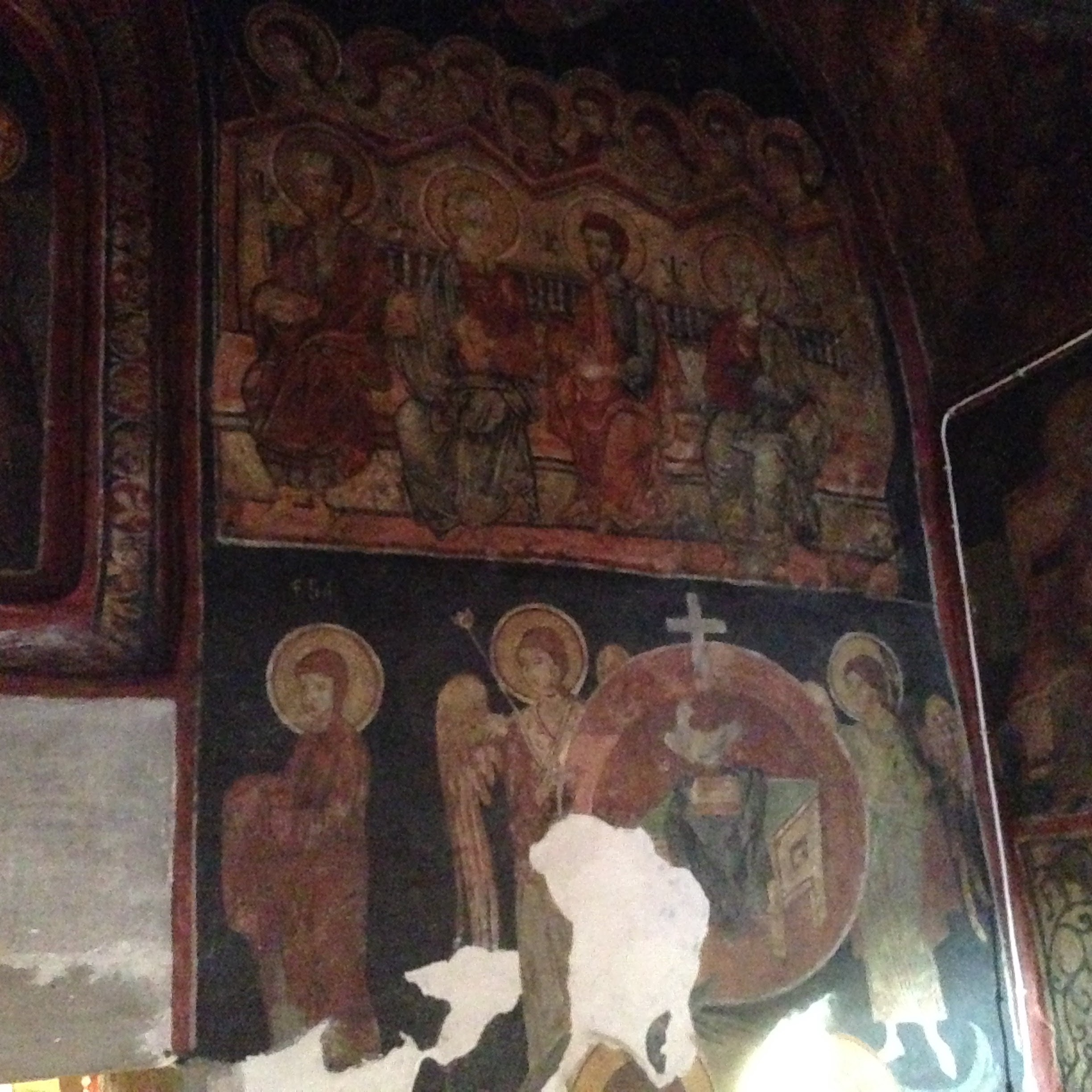
Autre détail de fresque.